# Kreuz Breitscheid
Kreuz Breitscheid is een knooppunt in de Duitse deelstaat Noordrijn-Westfalen.
Op het klavermolenknooppunt ten zuidoosten van het dorpje Breitscheid kruist de A3 Emmerich - Passau de A52 Düsseldorf-Essen.

## Geografie
Het knooppunt ligt in de gemeente Ratingen niet ver van het stadsdeel Breitscheid.
Nabijgelegen steden zijn Essen, Duisburg en Mülheim an der Ruhr. 
Het knooppunt ligt ongeveer 15 km ten zuidwesten van Essen en ongeveer 15 km ten noorden van Düsseldorf.

## Bijzonderheden
De officiële naam van het knooppunt was in eerste instantie „AK/AD-Breitscheid“. Het bestaat uit zowel uit het autobahnkreuz tussen de A3 en de A52 en de autobahndreieck tussen de A52 en de A 524, dat er net ten zuiden van ligt.

## Ombouw 2012
Tussen begin 2012 en augustus 2012 vonden er grote ombouwwerkzaamheden plaats, om het forensenverkeer beter te kunnen verwerken. Het hoofddoel van de ombouw was het beter scheiden van de verkeersstromen vanuit Oberhausen op de A3 naar Düsseldorf via de A52. Hierin is meegenomen de stroom vanuit Krefeld A 524 richting Essen A52 en vanuit Keulen A3 richting Düsseldorf A52 en Krefeld A524. Daarvoor werden de verbindingswegen Oberhausen−Düsseldorf en Köln/Essen−Krefeld door middel van een nieuwe indeling van elkaar gescheiden. Samen met de ombouw kregen de verbindingswegen ook twee rijstroken waardoor de doorstroming op het knooppunt verbeterde. De verkeersstroom Oberhausen-Krefeld is hierdoor ontlast.

.

## Configuratie
Knooppunt
Het is een gemengde vorm: half windmolen- half klaverbladknooppunt met rangeerbanen langs de A3.
Rijstrook
Nabij het knooppunt heeft de A3 2x3 rijstroken en de A52 2x2 rijstroken.
De verbindingsweg Oberhausen-Düsseldorf/Krefeld telt 2 rijstroken. Alle andere verbindingswegen hebben één rijstrook.

## Verkeersintensiteiten
|Dagelijks passeren ongeveer 210.000 voertuigen het knooppunt. Hierdoor hoort het knooppunt tot van de drukste verkeersknooppunten in Noordrijn-Westfalen.
| Van                     | Naar                  | Gemiddeld aantal voertuigen per dag |
| ----------------------- | --------------------- | ----------------------------------- |
| AS Duisburg-Wedau (A 3) | AK Breitscheid        | 109.900                             |
| AK Breitscheid          | AK Ratingen-Ost (A 3) | 103.300                             |
| AD Breitscheid (A 52)   | AK Breitscheid        | 111.700                             |
| AK Breitscheid          | AS Breitscheid (A 52) | 95.900                              |

Even ten zuiden van dit knooppunt ligt Dreieck Breitscheid.

## Richtingen knooppunt
| Aansluitende wegen             | Aansluitende wegen | Aansluitende wegen | Aansluitende wegen | Aansluitende wegen |
| ------------------------------ | ------------------ | ------------------ | ------------------ | ------------------ |
| richting Duisburg / Oberhausen |                    |                    |                    | richting Essen     |
|                                |                    |                    |                    |                    |
|                                |                    |                    |                    |                    |
|                                |                    |                    |                    |                    |
| richting Düsseldorf Krefeld    |                    |                    |                    | richting Keulen    |